# Пайс Володимир Миколайович
Володимир Миколайович Пайс (рос. Владимир Николаевич Пайс; нар. 14 квітня 1934, Москва, РРФСР) — радянський футболіст та тренер, виступав на позиції нападника.

## Клубна кар'єра
Вихованець московського «Торпедо», в резервній команді якого й розпочав футбольну кар'єру. потім був призваний до війська, де проходив службу в ЦСК МО. Після демобілізації в 1956 році став гравцем «Трактора» (Сталінград). На початку 1958 року прийняв запрошення від одеського «Чорноморця», але зігравши 2 матчі перейшов до сімферопольського «Авангарда». Потім виступав у клубах «Спартак» (Сімферополь) та «Спартак» (Ставрополь). У 1962 році підсилив склад «Трудових резервів» (Кисловодськ), в складі яких і завершив кар'єру гравця.

## Тренерська діяльність
По завершенні ігрової кар'єри розпочав тренерську діяльність. У 1970—1973 роках допомагав тренувати сімферопольську «Таврію». У 1977 році працював на посаді технічного директора «Атлантики» (Севастополь). На початку 1984 року очолив тренерський штаб клубу, яким керував до 26 вересня 1984 року.

## Досягнення

### Як тренера
«Таврія» (Сімферополь) — як асистент
- Чемпіонат УРСР
  -  Чемпіон (1): 1973
  -  Срібний призер (1): 1970
  -  Бронзовий призер (1): 1972

- Друга ліга чемпіонату СРСР
  -  Срібний призер (2): 1970, 1973